# حزقيال إغناثيو رودريغيز
حزقيال إغناثيو رودريغيز (بالإسبانية: Juan Ignacio Rodríguez)‏ هو نبال إسباني، ولد في 19 أبريل 1992 في إسبانيا.

## وصلات خارجية
- حزقيال إغناثيو رودريغيز على موقع الاتحاد الدولي للرماية بالسهام (الإنجليزية)
- حزقيال إغناثيو رودريغيز على موقع اللجنة الأولمبية الدولية (الإنجليزية)
- حزقيال إغناثيو رودريغيز على موقع أوليمبيديا (الإنجليزية)